# Rhynchonema longituba
Rhynchonema longituba är en rundmaskart. Rhynchonema longituba ingår i släktet Rhynchonema och familjen Monhysteridae. Inga underarter finns listade i Catalogue of Life.